# Forn de calç de Calders
El Forn de calç és una obra de Calders (Moianès) protegida com a bé cultural d'interès local.

## Descripció
Es coneix amb aquest nom l'indret compost per una antiga masia molt reformada i un conjunt de forns, avui en desús, que s'utilitzaven per a fer calç. Aquí es tractaran simplement els forns. Són dos forns de dimensions semblants situats un al costat de l'altre. L'accés al forn s'efectua per un arc avançat (4 m de profunditat) de 3 m d'alçada que sosté una volta feta en pedra. El forn pròpiament dit, circular, de 3 m de diàmetre i 5 d'alçada, fou construït amb gresos. Té dues obertures: una arran de terra que servia per treure les cendres i per a entrada d'aire i una altra de dimensions més grans per on es carregava la pedra i s'hi posaven els feixos de llenya.

## Història
Per les dades de què hom disposa sembla que són de mitjans del S. XIX. Prop de la casa n'hi ha un de més antic i petit, força malmès. El funcionament era el següent: es treia la pedra d'una pedrera a cops de mall i es portava al forn. Després es carregava el forn amb 100 tones de pedra (acció de posar les pedres al forn de manera que formaven una volta). S'alimentava contínuament amb feixos de llenya durant 3 dies i 3 nits. Es deixava refredar la pedra i es molia (el molí ha desaparegut). La calç resultant era calç viva, si hom la mullava en feien calç hidràulica. A la dècada dels 50 es va tancar.